# Grand État-Major général

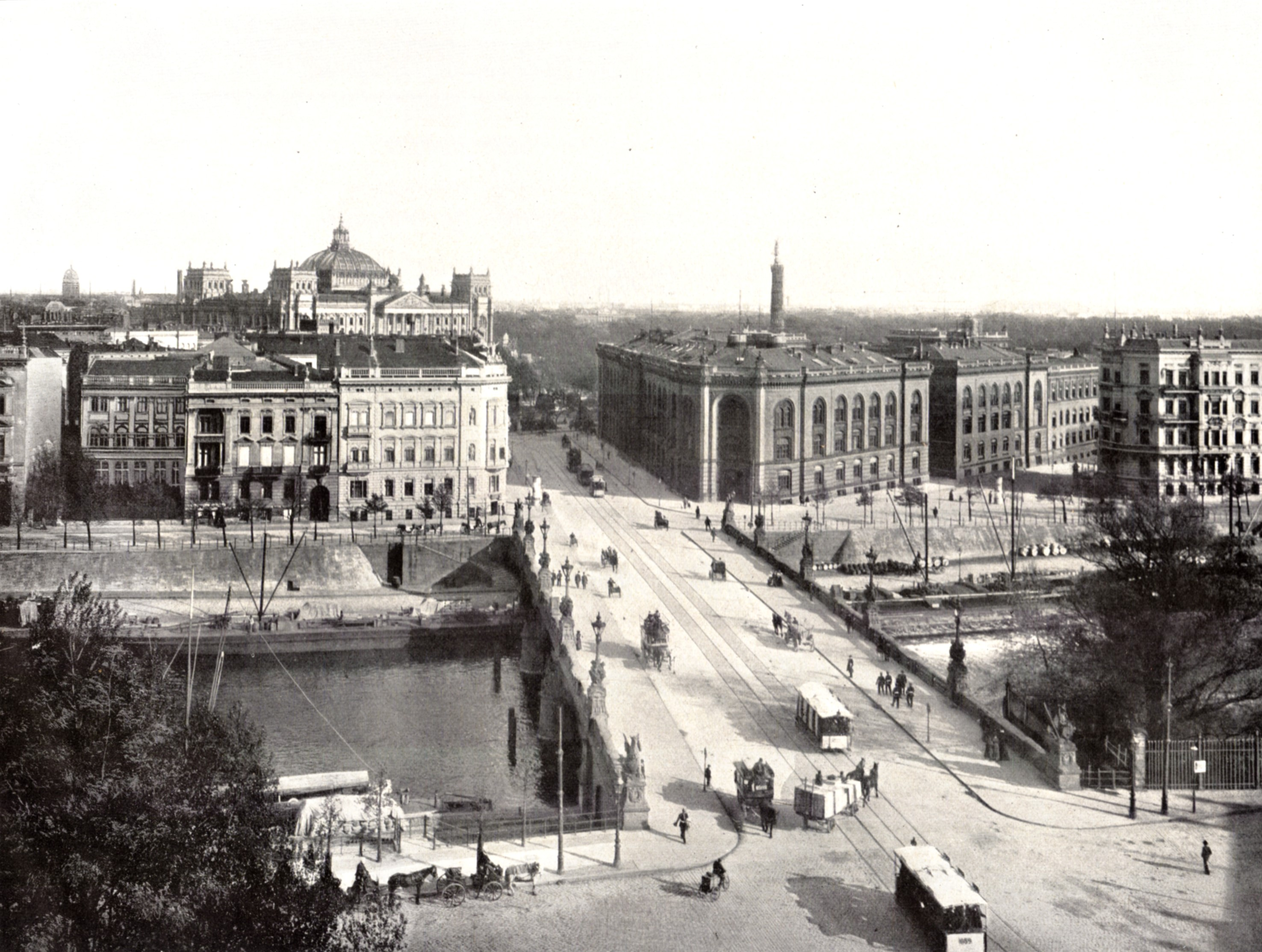
Berlin vers 1900 : le sur la Spree au premier plan, le Generalstabsgebäude à droite, le palais du Reichstag et la Siegessäule à l'arrière-plan.

Le Grand État-Major général (der große Generalstab en allemand) est l'institution militaire prussienne qui assure le commandement, sous les ordres du souverain, de l'armée prussienne puis de l'ensemble de l'armée allemande.
Fondé en 1803, siégeant à Berlin en temps de paix, le Grand État-Major (« grand » pour le différencier des autres états-majors sous ses ordres) bénéficie d'un grand prestige en Allemagne comme à l'étranger à la suite des victoires de la guerre de 1866 contre l'Autriche et de celle de 1870-1871 contre la France. Le Grand État-Major général est dissous en 1919 en application du traité de Versailles.

## Période royale
Le Grand État-Major prussien est créé une première fois par une instruction royale de novembre 1803, à la demande du général Massenbach, et mis sous les ordres du général von Geusau avec 21 officiers (y compris Scharnhorst et Massenbach).
Cette nouvelle institution est rétablie le 25 décembre 1808 en l'intégrant au ministère de la Guerre du royaume de Prusse (en tant que deuxième département), dans le cadre des réformes prussiennes de 1808 à 1812 et en réaction aux défaites d'octobre 1806 (batailles d'Iéna et d'Auerstaedt). Les missions du Grand État-Major en temps de paix sont l'étude des armées ennemies potentielles, la préparation de plans d'opération et la conduite d'exercices d'état-major ; en temps de guerre, il doit fournir le personnel pour constituer la base des états-majors des grandes unités (divisions, corps d'armée et armées).
Deux formes d'exercices d'état-major vont être développées au sein de l'institution, il s'agit du Kriegsspiel (« jeu de guerre », sur cartes) et du Stabreise (« voyage d'état-major », sur le terrain). La formation initiale des officiers d'état-major est assurée par l'Académie de guerre de Prusse (Kriegsakademie) fondée en 1810, la publication des études militaires est assurée par la revue Militär-Wochenblatt, tandis que le commandement en chef de l'armée est toujours aux mains du roi de Prusse. Les dirigeants du Grand État-Major furent successivement :

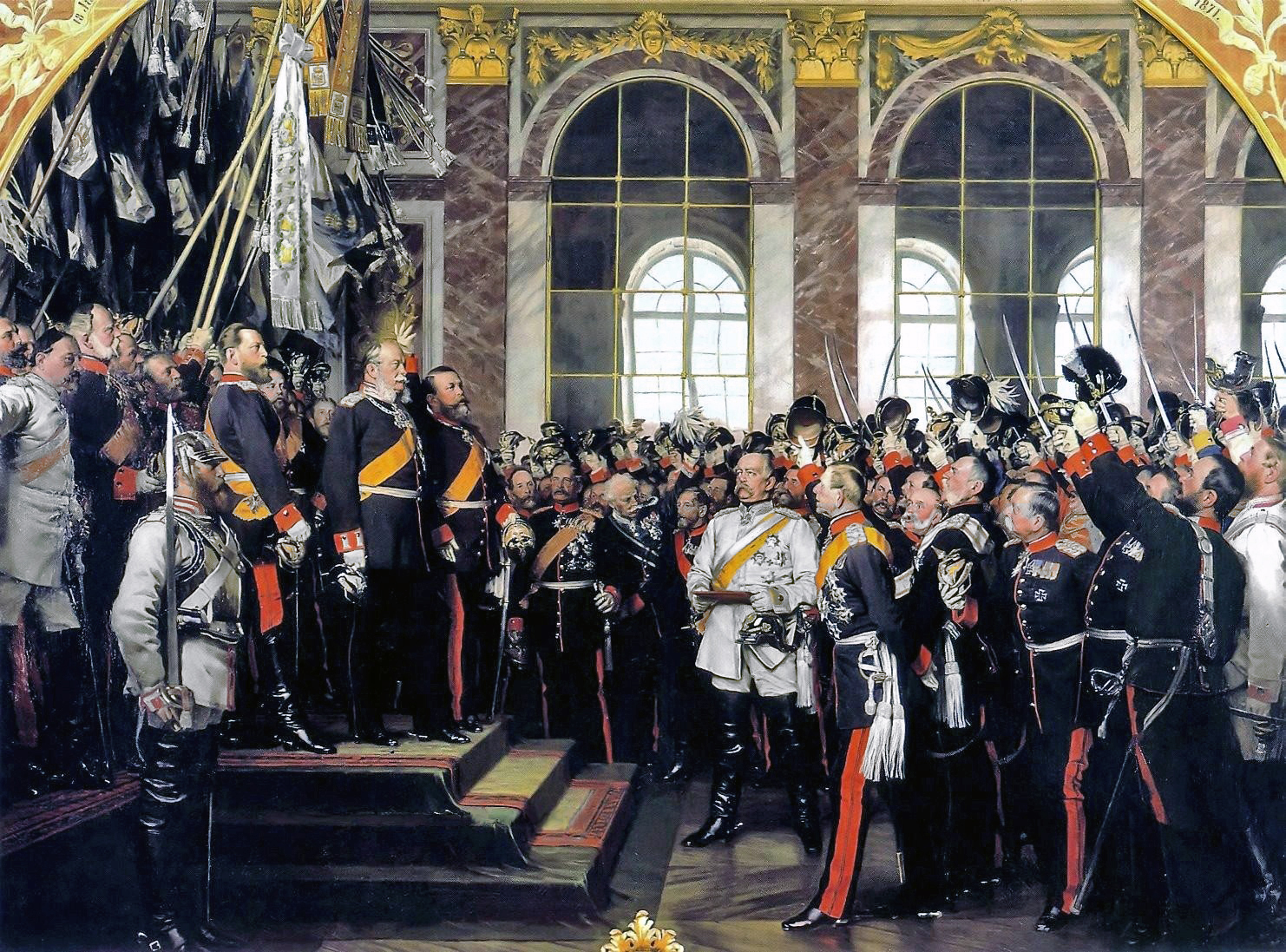
La proclamation de l'Empire allemand par Anton von Werner, 1885. À gauche sur l'estrade, le Kronprinz Frédéric, l'empereur Guillaume et le grand-duc Frédéric, avec en face d'eux sur la droite Bismarck et Moltke l'Aîné.

- Gerhard von Scharnhorst de 1808 à 1810 ;
- Karl Georg Albrecht Ernst von Hake de 1810 à mars 1812 ;
- Gustav von Rauch de mars 1812 à mars 1813 ;
- Gerhard von Scharnhorst de mars à juin 1813 ;
- August von Gneisenau de juin 1813 à juin 1814 ;
- Karl von Grolman, de 1814 à 1819 ;
- Rühle von Lilienstern en 1820 ;
- Karl von Müffling de 1821 à 1829 ;
- Wilhelm von Krauseneck de 1829 à 1848[1] ;
- Karl von Reyher de 1848 à 1857[3] ;
- Helmuth von Moltke (Moltke l'Ancien) de 1857 à 1888.

## Période impériale
L'Empire est fondé en 1871, l'unité allemande se faisant autour du royaume de Prusse dont le roi reçoit le titre d'empereur d'Allemagne. Les institutions militaires suivent le même principe, l'empereur est le « seigneur de guerre suprême » (Oberster Kriegsherr), les différentes armées prussienne, bavaroise, saxonne, hessoise, wurtembourgeoise, badoise, etc. sont regroupées pour former l'Armée allemande (Deutsches Heer) et leurs différents états-majors sont aux ordres du Grand État-Major général. Ce dernier est toujours à Berlin, s'installant sur la Königsplatz, en face du palais du Reichstag, dans un bâtiment surnommé la Rotenhaus (maison rouge). Il est indépendant des ministères de la Guerre (il y en a quatre dans l'Empire, un pour chaque royaume : ministres de Prusse, de Bavière, de Wurtemberg et de Saxe), ne dépend pas du Reichstag et le chef de l'état-major (Generalstabschef) a un droit d'accès direct à l'empereur (Immediatvortrag). ses missions sont la formation des officiers d'état-major (reconnaissable à la bande rouge de leur pantalon) et l'étude des plans de déploiement (Aufmarschplan, renouvelés annuellement) ; il compte 239 officiers en 1888, 262 en 1914. La Kriegsakademie est rattachée au chef d'état-major à partir de 1872.

« Avant la Première Guerre mondiale, il était commun de dire que l'Europe était le siège de cinq institutions réputées comme parfaites : la Curie romaine, le Parlement britannique, les ballets russes, l'opéra français et l'état-major général prussien. »

— Annika Mombauer, Helmuth von Moltke and the Origins of the First World War, 2001.
En plus des Kriegsspiele et des Stabreisen, le Grand État-Major assure l'organisation et la direction des manœuvres impériales (Kaisermanöver) en présence et sous le commandement nominal de l'empereur. Chaque année, les services du Grand État-Major général préparent le plan de déploiement en cas de mobilisation ; celui de 1905 est connu sous le nom de plan Schlieffen. Une autre mission du Grand État-Major général était d'intégrer les officiers d'état-major des autres États allemands au sein de l'institution prussienne (par exemple Groener était wurtembourgeois, Hentsch était saxon, Quirnheim était bavarois) pour limiter l'animosité entre ces anciens adversaires. Les chefs successifs du Grand État-Major général (Chef des Generalstabes) furent pendant la période impériale :

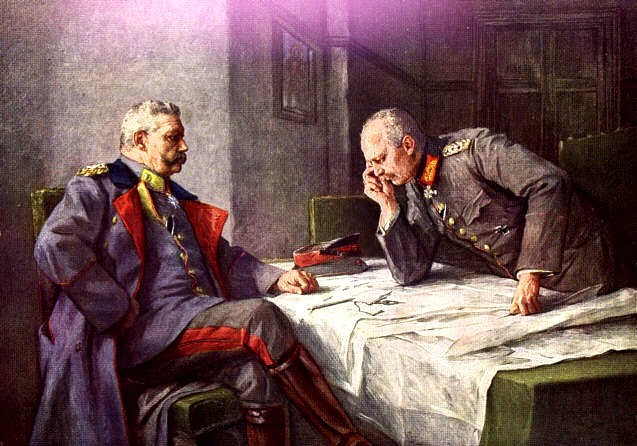
Hugo Vogel, Hindenburg und Ludendorff. Le couple Paul von Hindenburg (Chef des Generalstabes) et Erich Ludendorff (Ersten Generalquartiermeisters) a assuré une quasi dictature militaire de 1916 à 1918.

- Helmuth von Moltke (Moltke l'Ancien) jusqu'en 1888 ;
- Alfred von Waldersee de 1888 à 1891 ;
- Alfred von Schlieffen de 1891 à 1905 ;
- Helmuth von Moltke (Moltke le Jeune) de 1906 à 1914 ;
- Erich von Falkenhayn de 1914 à 1916 ;
- Paul von Hindenburg de 1916 à 1919 ;
- Wilhelm Groener cinq jours en juillet 1919 ;
- Hans von Seeckt neuf jours en juillet 1919.

### Organisation en mai 1914
En mai 1914, le chef du Grand État-Major général (Generalstabschef) Helmuth von Moltke est secondé par le quartier-maître général (Generalquartiermeister) Hermann von Stein.
Il a sous ses ordres cinq officiers généraux (avec le grade de Generalmajor ou Generalleutnant et ayant la fonction d'haut quartier-maître (Oberquartiermeister) : en 1914 il s'agit de Konstantin Schmidt von Knobelsdorf, Herman Karl von Bertrab, Georg von Waldersee, Erich von Redern et Hermann von Kuhl. Chaque Oberquartiermeister commande un groupe de deux à quatre sections (Abteilungen). Chaque section (Abteilung), dirigée par un chef de section (avec le grade d’Oberstleutnant, tel que Wilhelm Groener ou Gerhard Tappen), est spécialisée dans un domaine :
- Oberquartiermeister I :
  - 2e section, chargée du plan de déploiement et des opérations (Operationsabteilung),
  - section ferroviaire, chargée du plan de transport lors de la mobilisation (Eisenbahnabteilung) ;
- Oberquartiermeister II :
  - 1re section, chargée des forces armées de la Russie, des États scandinaves, de l'Extrême-Orient, de la Perse et de la Turquie (Fremde Heere Ost),
  - 3e section, chargée des forces armées de la France, du Royaume-Uni, du Maroc, de l'Égypte et de l'Afghanistan (Fremde Heere West),
  - 9e section, chargée des forces armées de l'Italie, de la Belgique, de la Suisse, des Pays-Bas, de l'Espagne, du Portugal, de l'Amérique et des colonies allemandes (Kolonialabteilung),
  - 10e section, chargée des forces armées de l'Autriche-Hongrie et des États balkaniques (Fremde Heere Süd) ;
- Oberquartiermeister III :
  - 5e section, chargée de l'entrainement (Kriegsspiele et Stabreisen),
  - 8e section, chargée de l'enseignement à l'Académie de guerre de Prusse (Kriegsakademie) ;
- Oberquartiermeister IV :
  - 4e section, chargée des fortifications occidentales, surtout françaises (Fremde Festungen),
  - 7e section, chargée des fortifications orientales, surtout russes ;
- Oberquartiermeister V :
  - première section historique (K1, Kriegsgeschichtliche Abteilung : étude des guerres contemporaines, depuis la guerre de 1870-1871),
  - seconde section historique (K2 : étude des guerres anciennes, notamment les guerres de Frédéric le Grand et de Napoléon),
  - section géographique (services trigonométrique, topographique, cartographique, photogrammétrique et coloniale)[c] ;
- sections dépendant directement du chef d'état-major :
  - section centrale, chargée de la gestion des ressources humaines,
  - 6e section, chargée de la préparation, de l'exécution et de l'évaluation des manœuvres impériales (Manöverabteilung),
  - section III.b., chargée des services secrets (Erkundungsdienst),
  - archives,
  - librairie[12],[13].

### Carrière d'un officier d'état-major
En 1914, le corps des officiers d'état-major, regroupant ceux du Grand État-Major général et ceux détachés dans les différentes grandes unités, compte 625 officiers. Leur origine sociale est un peu différente de celle des autres officiers : ceux issus de la bourgeoisie sont en augmentation (37 % en 1905, puis 58 % en 1914), sans compter les anoblis. Le niveau intellectuel y est plus élevé : les officiers ayant suivi une scolarité classique (secondaire complet, voir supérieure, parfois jusqu'au doctorat) y sont majoritaires, ceux issus des écoles des cadets minoritaires.
La formation initiale est assurée par l'Académie de guerre de Prusse. Un militaire allemand souhaitant faire carrière au sein du corps d'état-major doit d'abord avoir effectué trois années en tant qu'officier subalterne (le plus souvent comme lieutenant), puis il doit postuler à l'entrée d'une des deux Kriegsakademie de l'Empire : celle de Berlin s'il appartient aux armées prussienne, saxonne ou wurtembourgeoise, ou celle de Munich s'il est de l'armée bavaroise. Il y a un concours d'entrée (pour celle de Berlin, il y a environ quatre cents candidats par an pour une centaine d'admis), mais on peut aussi être admis sur recommandation d'une autorité de haut rang. La formation de l'académie est destinée non seulement à faire de ces jeunes des officiers d'état-major, mais aussi à améliorer leur niveau intellectuel par des enseignements scientifiques, linguistiques et historique ; elle dure trois ans, avec examens chaque année, se terminant par un voyage d'état-major (une reconstitution sur le terrain) de trois semaines (servant de stage pratique). La sélection est de l'ordre d'un tiers à un quart de brevetés à la fin sur le total, certains reçus enchainant ensuite avec une période d'un à trois ans au Grand État-Major général. Les plus aptes, une vingtaine par an, intègrent finalement le corps d'état-major.
La carrière d'un officier d'état-major se poursuit, en alternant les affectations au sein du Grand État-Major général avec les commandements d'unités (compagnie, bataillon ou escadron, régiment puis brigade) et celles au sein des états-majors des grandes unités (divisions puis corps d'armée). Les promotions des officiers d'état-major aux grades supérieurs sont plus rapides que celles de leurs collègues. En contrepartie, les officiers d'état-major étaient tenus de respecter une certaine discipline : ils recevaient par exemple une liste de rues berlinoises où ils avaient interdiction de fumer en journée, ainsi qu'une liste de bars qu'ils ne devaient pas fréquenter (car fréquentés par des socialistes).

### Organisation en août 1914
Lors de la mobilisation allemande de 1914, le Grand État-Major général devient l'« État-Major général de l'armée en campagne » (Generalstab des Feldheeres), qui est le noyau du « commandement suprême de l'armée » (Oberste Heeresleitung : OHL), ce dernier ayant à sa tête l'empereur Guillaume II comme seigneur de guerre suprême (Oberster Kriegsherr). Sous son commandement théorique (il ne donne presque aucun ordre, ne se mêlant pas de la conduite des opérations), se trouve le chef de l'État-Major général des armées en campagne (Chef des Generalstabes des Feldheeres) Helmuth von Moltke et le quartier-maître général Hermann von Stein.
Les sections du Grand État-Major sont réduites le 2 août 1914 au nombre de quatre :
- la section centrale (Zentral-Abteilung : gestion des courriers), confiée au colonel von Fabeck ;
- la section des opérations (Operationsabteilung : préparation et organisation des unités, ainsi que l'élaboration et la diffusion des ordres), dirigée par le lieutenant-colonel Gerhard Tappen ;
- la section des renseignements (Nachrichtenabteilung : informations sur les armées étrangères), commandée par le lieutenant-colonel Richard Hentsch, avec sous ses ordres la section III.b. (Geheime Nachrichtendienst des Heeres, ND : service secret d'espionnage et de contre-espionnage) du lieutenant-colonel Walter Nicolai ;
- la section politique (Politische Abteilung) du lieutenant-colonel Wilhelm von Dommes.

S'y rajoutent différents services spécialisés :
- l'intendance-générale (Generalintendant des Feldheeres) du major-général Roderich von Schoeler ;
- le commandement de l'artillerie à pied (General der Fußartillerie) du général Ludwig von Lauter (de) ;
- le service des chemins de fer de campagne (Feldeisenbahnwesens) du lieutenant-colonel Wilhelm Groener ;
- le service de la télégraphie (Telegraphiewesens) du major-général William Balck ;
- le service des munitions (Feldmunitionswesens) du lieutenant-général Ludwig Sieger ;
- le service de santé de l'armée en campagne (Feldsanitätswesens) du médecin-général Otto von Schjerning (de)[20] ;
- le service de la poste en campagne (Feldpostwesens) du Feldoberpostmeister Georg Domizlaff (de)[21].

D'autres officiers haut-gradés du corps d'état-major sont affectés comme chef d'état-major des différentes armées, assurant le commandement réel de ces grandes unités sous l'autorité de leur commandant : Kuhl à la 1re armée, Lauenstein à la 2e, Hoeppner à la 3e, Lüttwitz à la 4e, Knobelsdorf à la 5e, Dellmensingen à la 6e, Hänisch à la 7e et Waldersee à la 8e. Le changement de commandement le 22 août suit la même règle : Ludendorff est nommé à la 8e.

## Après 1918
Le Grand État-Major général est supprimé en 1919 en vertu de l'article 160 du traité de Versailles : « Le grand état-major allemand et toutes autres formations similaires seront dissous et ne pourront être reconstitués sous aucune forme ». Son rôle est partiellement repris pendant la république de Weimar par le Truppenamt (bureau des troupes) au sein du ministère de la Reichswehr, jusqu'en 1935. Plusieurs officiers d'état-major sont recyclés aux Archives du Reich de Potsdam.
En 1934, un état-major général est recréé, sous le nom de « commandement supérieur de l'armée de terre » (Oberkommando des Heeres : OKH), dans le cadre du réarmement de l'Allemagne sous le Troisième Reich.